# Mała Ślęza
Mała Ślęza (niem. Kleine Lohe) – rzeka w Polsce, prawy, największy dopływ Ślęzy w dorzeczu Odry, jedna z dłuższych rzek Wzgórz Niemczańsko-Strzelińskich. Długość Małej Ślęzy wynosi 40,7 km.

## Przebieg
Źródła rzeki położone są na wysokości 325 m n.p.m. na północno-zachodnim stoku Babiej Góry na Wzgórzach Dobrzenieckich, w okolicy wsi Kobyla Głowa. Zasadniczy kierunek biegu rzeki jest północno-zachodni, w dolnym biegu rzeka płynie południkowo, równolegle do Wzgórz Dobrzenieckich, w środkowym biegu skręca w kierunku północno-wschodnim, w górnym biegu w okolicach miejscowości Górzec, dużym zakolem skręca na północny zachód i płynie w kierunku ujścia do Ślęzy, do której uchodzi w okolicy miejscowości Bartoszowa. Jest to rzeka zbierająca wody ze wschodnich zboczy Wzgórz Dobrzenieckich, zachodnich zboczy Wzgórz Lipowych i Równiny Wrocławskiej. Rzeka w większości swojego biegu nieuregulowana.
Dopływy:
- Żelowicka Struga
- Janowicki Potok

## Historia
Groźna powódź spowodowana przez rzekę miała miejsce w lipcu 1997.
Nazwę Mała Ślęza ustalono urzędowo w 1951 roku, zastępując niemiecką nazwę Kleine Lohe.
W pierwszej dekadzie XXI wieku planowano w ramach programu małej retencji budowę w rejonie Maleszowa zapory wodnej o wysokości 11,11 m i długości 338 m. Utworzony zbiornik retencyjny miał mieć pojemność użytkową 2,3 mln m³ i pojemność całkowitą 5,6 mln m³.

## Miejscowości nad Małą Ślęzą
- Ciepłowody
- Dobrzenice
- Kowalskie
- Prusy
- Górzec
- Bierzyn
- Borów
- Ludów Śląski